# Campeonato de Oceanía de Judo de 2002
El XVIII Campeonato de Oceanía de Judo se celebró en Wellington (Nueva Zelanda) entre el 1 y el 3 de junio de 2002 bajo la organización de la Unión de Judo de Oceanía.
En total se disputaron dieciséis pruebas diferentes, ocho masculinas y ocho femeninas.

## Resultados

### Masculino
| Evento            | Oro                                       | Plata                            | Bronce                                                   |
| ----------------- | ----------------------------------------- | -------------------------------- | -------------------------------------------------------- |
| –60 kg            | Cyril Chevalier Nueva Caledonia           | Steven Giudice Australia         | Adrian Robertson Australia Frankie Serrano Australia     |
| –66 kg            | Heath Young Australia                     | Andrew Ross Nueva Zelanda        | Ben Pilley Nueva Zelanda Julien Gras Nueva Caledonia     |
| –73 kg            | Abedias Trindade de Abreu Nueva Caledonia | Andrew Collett Australia         | Marc Hmazun Nueva Caledonia Tom Hill Australia           |
| –81 kg            | Daniel Kelly Australia                    | Morgan Endicott-Davies Australia | Gerald Chadfeau Nueva Caledonia Jeremy Cox Nueva Zelanda |
| –90 kg            | Gavin Kelly Australia                     | Gareth Knight Nueva Zelanda      | Nemani Takayawa Fiyi Nicholas Whitty Nueva Zelanda       |
| –100 kg           | Matt Celotti Australia                    | Martin Kelly Australia           | David Bond Nueva Zelanda Andrew Pragnell Nueva Zelanda   |
| +100 kg           | Nacanieli Qerewaqa Fiyi                   | Daniel Rusitovic Australia       | Philippe Vautrin Nueva Caledonia                         |
| Categoría abierta | Gavin Kelly Australia                     | Andrew Pragnell Nueva Zelanda    | Nacanieli Qerewaqa Fiyi Nicholas Whitty Nueva Zelanda    |

### Femenino
| Evento            | Oro                         | Plata                           | Bronce                                                |
| ----------------- | --------------------------- | ------------------------------- | ----------------------------------------------------- |
| –48 kg            | Julia Serrano Australia     | Rochelle Stormont Nueva Zelanda | Helen Robertson Nueva Zelanda                         |
| –52 kg            | Sonya Chervonsky Australia  | Chelisa Chester Australia       | Fiona Glen Nueva Zelanda                              |
| –57 kg            | Mária Pekli Australia       | Sharon Taylor Australia         | Carole Giudice Australia Melissa Jones Nueva Zelanda  |
| –63 kg            | Carly Dixon Australia       | Belinda Giudice Australia       | Nina Kolotilina Nueva Zelanda                         |
| –70 kg            | Catherine Arlove Australia  | Renat Loader Australia          | Elinore Stallworthy Nueva Zelanda Sisilia Nasiga Fiyi |
| –78 kg            | Laisa Laveti Fiyi           | Chantal Castledine Australia    | Rebecca Finlay Nueva Zelanda                          |
| +78 kg            | Ana Navira Fiyi             | Tahlia Cole Australia           | —                                                     |
| Categoría abierta | Tamsin Rigold Nueva Zelanda | Chantal Castledine Australia    | Xina Hudson Australia Sisilia Nasiga Fiyi             |

## Medallero
| Núm. | País            | Oro | Plata | Bronce | Total |
| ---- | --------------- | --- | ----- | ------ | ----- |
| 1    | Australia       | 10  | 12    | 5      | 27    |
| 2    | Fiyi            | 3   | 0     | 4      | 7     |
| 3    | Nueva Caledonia | 2   | 0     | 4      | 6     |
| 4    | Nueva Zelanda   | 1   | 4     | 12     | 17    |
|      | TOTAL           | 16  | 16    | 25     | 57    |